# Peter Juchem
Peter Juchem (* 22. Juli 1969) ist ein ehemaliger deutscher Eishockeyspieler, der auf der Position des Stürmers spielte. Die meiste Zeit seiner Karriere verbrachte Juchem beim EHC Neuwied.

## Karriere
Peter Juchem stand ab der Saison 1991/92 im Regionalligakader der Neuwieder Bären. Ein Jahr später gelang ihm mit der Mannschaft der Aufstieg in die Oberliga, in welcher die Bären zur Folgesaison sofort den Sprung in die 1. Liga Nord schafften. Insgesamt verbrachte Juchem acht Jahre in der Mannschaft, wo er neben den zwei Aufstiegen auch den Gewinn des DEB-Ligapokals und zwei Meisterschaften in der zweithöchsten Liga feiern konnte. In der Spielzeit 1999/2000 spielte er für den ESV Bergisch Gladbach in der Regionalliga, bevor er aus gesundheitlichen Gründen seine Karriere beenden musste.

### Sonstiges
Unter den Neuwieder Fans entwickelte sich Peter Juchem schnell zu einem Publikumsliebling. Seine für einen Stürmer recht ernüchternde Bilanz in den Punktelisten trug schnell dazu bei, dass im Icehouse Neuwied lange Zeit der legendäre Fangesang „jetzt kommt ein Juchem-Tor“ zu hören war, sobald er die Eisfläche betrat.

## Erfolge und Auszeichnungen
- Sieger des DEB-Ligapokals 1997
- Meister der 1. Liga 1997
- Meister der 1. Liga 1998